# 丰拉夫拉达德洛斯蒙特斯
丰拉夫拉达德洛斯蒙特斯，是西班牙埃斯特雷马杜拉巴达霍斯省的一个市镇。总面积192平方公里，总人口1991人（2001年），人口密度10人/平方公里。